# 1er régiment d'infanterie philippin (États-Unis)

Insigne d'épaule du 1er régiment d'infanterie philippin

Le 1er régiment d'infanterie philippin est un ancien régiment d'infanterie de l'Armée de terre américaine composé exclusivement de Philippino-Américains et d'anciens soldats philippins de la bataille des Philippines (1941-1942), préalablement formés et entrainés au camp San Luis Obispo, en Californie. À l'origine simple bataillon (4 mars 1942), il a été élevé au rang de régiment le 13 juillet 1942. Il a été dissous le 10 avril 1946.